# 呼家楼街道
呼家楼街道是北京市朝阳区的一个街道办事处。
面积2.8平方公里，常住人口7万。
境内有人民日报社、中央电视台新址、朝阳剧场、朝阳医院、首都经贸大学。

## 名称
呼家楼一带原称“皇姑坟”，但具体埋葬的皇姑身份已无从考证。清末民初，朝阳门外出现多处客栈，相传有一呼姓人家（一说胡姓）在此盖起一座两层小楼，客栈位于二层，因这座小楼位于村口，从远处可望见，故称“呼家小楼”，简称“呼家楼”；另一说法则是呼家楼本是一栋建在高坡上的大房子，远望如一座小楼，因房主姓呼而称呼家楼，此后“呼家楼”逐渐取代“皇姑坟”成为当地的地名。

## 下辖社区
呼家楼街道目前下辖的社区有：
金台里社区、小庄社区、关东店北街社区、核桃园社区、呼家楼北社区、呼家楼南社区、人民日报社社区、东大桥社区、关东店社区和新街社区。